# Ba Maw
Ba Maw (ur. 8 lutego 1893, zm. 29 maja 1977) – birmański prawnik i polityk. 
W 1924 roku uzyskał doktorat nauk humanistycznych na uniwersytecie w Bordeaux we Francji. Za czasów panowania brytyjskiego w Birmie sprawował funkcję premiera, jednak w 1940 roku został aresztowany za krytyczne wobec Wielkiej Brytanii wystąpienia publiczne. Po zajęciu Birmy przez Japończyków w 1942 roku został przez nich mianowany głową państwa, narodowym przywódcą birmańskim.
Wtedy też rozpoczął negocjacje zamierzające do uznania Birmy za niepodległe państwo. Jego stosunki z japońskim rządem nie układały się jednak najlepiej. Ostatecznie w sierpniu 1943 roku Birma uzyskała niepodległość i dysponowała własnymi siłami zbrojnymi (Birmańska Armia Narodowa), chociaż w kraju pozostała okupacyjna armia japońska. Ba Maw został głową państwa i faktycznym dyktatorem ("Naingandaw Adipadi"). Birma wypowiedziała wojnę USA i Wielkiej Brytanii. Gdy w 1944 roku wojska brytyjskie wróciły do Birmy, Ba Maw zszedł do podziemia, gdzie powołał do życia Naczelną Radę Obrony, organizując walkę zbrojną przeciwko Brytyjczykom. Pod koniec wojny udał się przez Tajlandię do Japonii, gdzie schwytany, został osadzony przez Amerykanów w więzieniu Sugawo w Tokio (w okresie od grudnia 1945 roku  do lipca 1946 roku).
Po uwolnieniu wrócił do wyzwolonej już od rządów brytyjskich Birmy, gdzie utworzył Partię Wielkiej Birmy (Maho Bama) i stał na jej czele aż do ponownego uwięzienia w sierpniu 1947 roku, tym razem z rozkazu birmańskiego rządu generała U Nu w związku z podejrzeniem o udział w zamordowaniu Aung Sana. Po wyjściu na wolność w lipcu 1948 roku nadal zajmował się polityką. W 1957 roku wycofał się z czynnej działalności politycznej, jednak w maju 1966 roku, za rządów gen. Ne Wina, nie uniknął aresztowania i uwięzienia. W więzieniu opracował swoje pamiętniki z okresu wojny. Zmarł w 1977 roku.